# Alegeri legislative în Ungaria, 2026
Alegerile legislative⁠(d) vor avea loc în Ungaria în aprilie 2026.

## Context

### Amendamentul la legea electorală
Pe 17 decembrie 2024, Adunarea Națională⁠(d) a votat schimbări asupra a 106 circumscripții. Prin urmare, numărul de districte electorale din Budapesta a scăzut de la 18 la 16, în timp ce în județul Pesta a crescut cu aceeași diferență ca număr. Schimbarea granițelor circumscripțiilor s-au făcut și în cazul județului Csongrád-Csanád și județului Fejér. Partidul de guvernare Fidesz a luat această decizie, și a justificat-o, în urma rezultatelor ultimului recensământ efectuat în 2022, dar potrivit opoziției, principalul obiectiv a fost să slăbească poziția ei în aceste circumscripții, în special în districtele din capitală, unde la ultimele alegeri au câștigat.

### Recordul victoriei Fidesz
Pe 3 aprilie 2022, cu 54,13% din sufragii, alianța formată din Fidesz și KDNP a obținut cel mai mare scor electoral al vreunui partid sau alianțe din 1990 încoace, și a câștigat două treimi din locurile din parlament pentru a patra oară consecutiv. Opoziția unită a suferit o înfrângere majoră și aceasta s-a dizolvat la scurt timp, membrii săi ocupând locuri în parlament și făcând parte din grupuri politice separate. Din celelalte formațiuni politice, doar Mișcarea Patria Noastră a reușit să treacă pragul electroal pentru a accede în parlament, în timp ce Partidul Maghiar Câinele cu Două Cozi⁠(d) nu a reușit.
Ca urmare a alegerilor, doar Coaliția Democratică a reușit să obțină rezultate cu două cifre în alegeri alături de Fidesz, dar a rămas mult în urma alianței de guvernământ.

### Ascensiunea TISZA
Pe 2 februarie 2024, s-a dezvăluit că președinta Katalin Novák acordase o grațiere în aprilie 2023 unui infractor implicat într-un caz de pedofilie. Scandalul a dus la demisia lui Novák, precum și a fostului ministru al justiției, Judit Varga, care contrasemnase scandalul. La scurt timp după aceea, fostul soț al lui Varga, Péter Magyar, a publicat o postare pe Facebook în care declara că va demisiona din toate funcțiile sale legate de guvern, afirmând că ultimii ani l-au făcut să realizeze că ideea unei „Ungarii naționale, suverane, burgheze”, declarată ca scop al guvernării lui Viktor Orbán, era de fapt un „produs politic” care servea la ascunderea corupției masive și a transferurilor de bogății către cei cu conexiunile potrivite.

Pe 15 martie, Magyar, deși inițial refuzase să participe la politică, a organizat un miting la Budapesta la care au participat zeci de mii de oameni, în cadrul căruia a anunțat formarea unui nou partid politic. Conform sondajelor efectuate în acea lună, aproximativ 15% dintre alegători au declarat că sunt „siguri sau foarte probabili” să voteze pentru Magyar dacă acesta ar candida la o funcție publică.

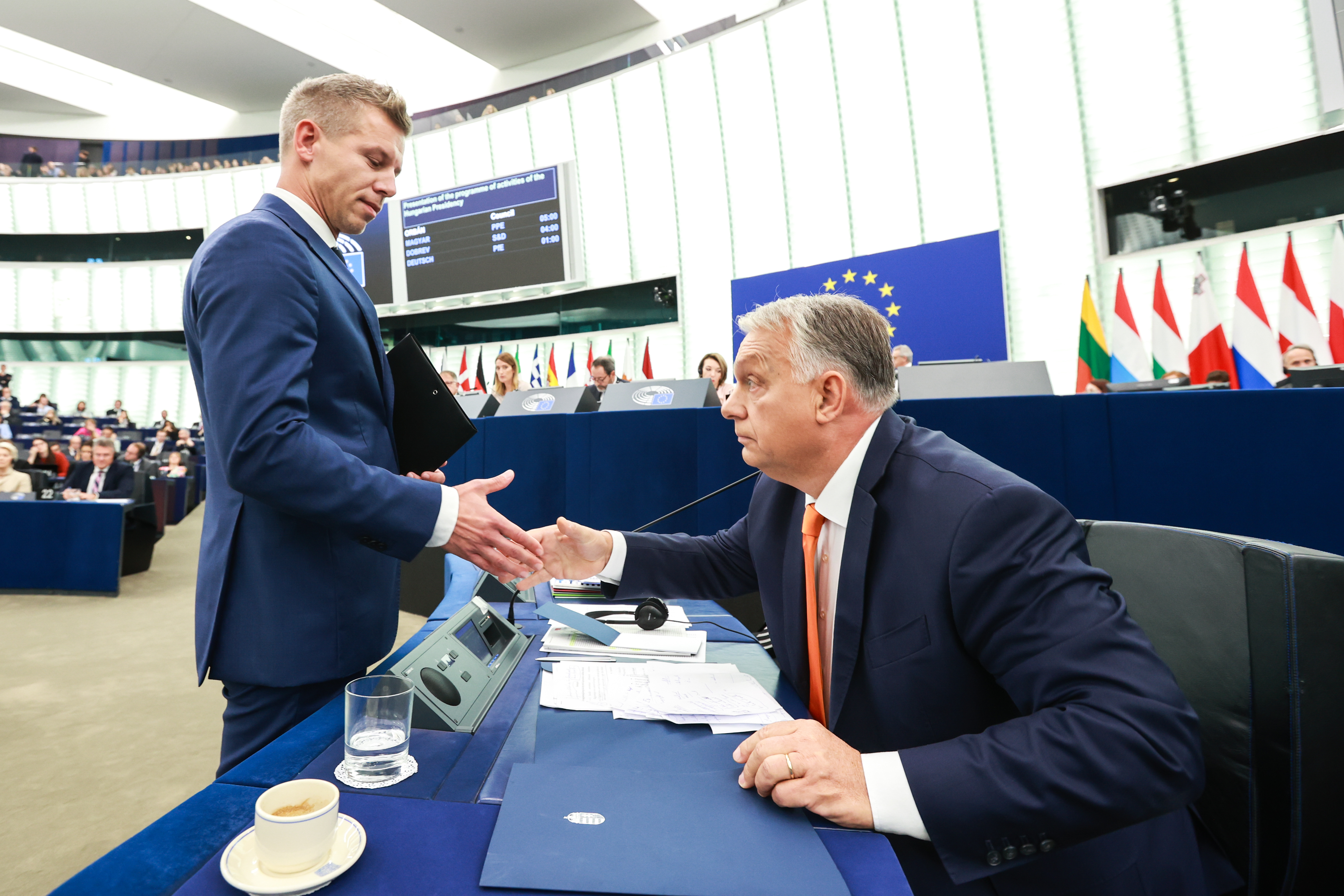
Magyar și Orbán în 2024 în Parlamentul European

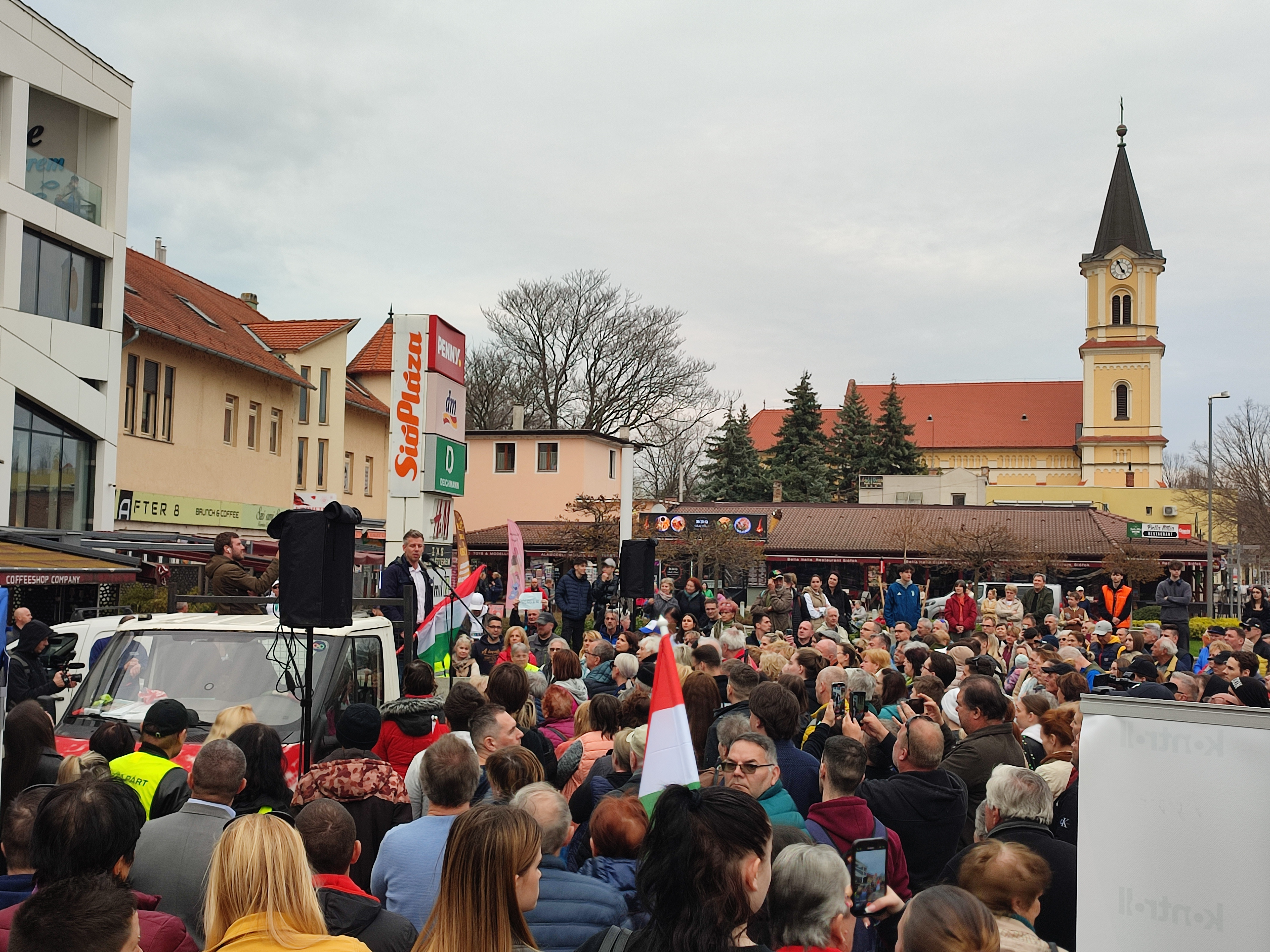
Magyar făcând campanie la o adunare în Siófok în 2025

Pe 10 aprilie, Magyar și-a anunțat candidatura la alegerile pentru Parlamentul European alături de Partidul Respect și Libertate, până atunci necunoscut, care a terminat pe locul 2, cu un rezultat de aproape 30%, cel mai mare număr și procent de voturi obținute de orice partid non-Fidesz din 2006, ceea ce a dus la prăbușirea altor partide de opoziție și la o nouă situație în politica maghiară. Până la sfârșitul anului, conform unor sondaje, TISZA este deja cel mai popular partid politic din Ungaria sau cel puțin în competiție strânsă cu Fidesz, și ar putea fi de așteptat ca la următoarele alegeri generale acesta să câștige. Prin urmare, unele partide de opoziție, cum ar fi Partidul Popular Ungaria Tuturor sau Mișcarea Momentum, au decis să nu candideze la următoarele alegeri în interesul unei schimbări guvernamentale.

## Partide și coaliții politice
Următoarele partide sunt reprezentate în Adunarea Națională sau sunt de obicei incluse în sondajele de opinie publică:
| Partid/Coaliție | Partid/Coaliție                             | Partid/Coaliție                             | Partid/Coaliție                             | Ideologie                                    | Lider                             | Rezultate 2022  | Rezultate 2022  | Locuri actuale |
| Partid/Coaliție | Partid/Coaliție                             | Partid/Coaliție                             | Partid/Coaliție                             | Ideologie                                    | Lider                             | Voturi (%)      | Locuri          | Locuri actuale |
| --------------- | ------------------------------------------- | ------------------------------------------- | ------------------------------------------- | -------------------------------------------- | --------------------------------- | --------------- | --------------- | -------------- |
|                 | Fidesz–KDNP                                 |                                             | Fidesz Fidesz – Alianța Civică Maghiară     | Conservatorism național                      | Viktor Orbán                      | 52.52           | 117 / 199       | 117 / 199      |
|                 | Fidesz–KDNP                                 | KDNP Partidul Popular Creștin Democrat      | Dreapta creștină                            | Zsolt Semjén                                 | 18 / 199                          | 52.52           | 18 / 199        |                |
|                 | DK Coaliția Democratică                     | DK Coaliția Democratică                     | DK Coaliția Democratică                     | Liberalism social, Social democrație         | Klára Dobrev                      | 34.89           | 56 / 199        | 16 / 199       |
|                 | Momentum Mișcarea Momentum                  | Momentum Mișcarea Momentum                  | Momentum Mișcarea Momentum                  | Centrism, Liberalism                         | Márton Tompos                     | 34.89           | 56 / 199        | 10 / 199       |
|                 | MSZP Partidul Socialist Maghiar             | MSZP Partidul Socialist Maghiar             | MSZP Partidul Socialist Maghiar             | Social-democrație                            | Imre Komjáthi                     | 34.89           | 56 / 199        | 10 / 199       |
|                 | Jobbik Mișcarea pentru o Ungarie mai Bună   | Jobbik Mișcarea pentru o Ungarie mai Bună   | Jobbik Mișcarea pentru o Ungarie mai Bună   | Conservatorism, Naționalism maghiar          | Béla Adorján                      | 34.89           | 56 / 199        | 7 / 199        |
|                 | Dialogul Dialogul pentru Ungaria            | Dialogul Dialogul pentru Ungaria            | Dialogul Dialogul pentru Ungaria            | Politică verde                               | Rebeka Szabó Richárd Barabás      | 34.89           | 56 / 199        | 6 / 199        |
|                 | LMP LMP - Partidul Verde Maghiar            | LMP LMP - Partidul Verde Maghiar            | LMP LMP - Partidul Verde Maghiar            | Liberalism verde                             | Péter Ungár Katalin Szabó-Kellner | 34.89           | 56 / 199        | 3 / 199        |
|                 | Mi Hazánk Mișcarea Patria Noastră           | Mi Hazánk Mișcarea Patria Noastră           | Mi Hazánk Mișcarea Patria Noastră           | Naționalism maghiar                          | László Toroczkai                  | 5.71            | 6 / 199         | 6 / 199        |
|                 | TISZA Partidul Respect și Libertate         | TISZA Partidul Respect și Libertate         | TISZA Partidul Respect și Libertate         | Creștin democrație, Populism, Pro-europenism | Péter Magyar                      | Nu a participat | Nu a participat | 0 / 199        |
|                 | 2RK Partidul Reformei celei de a Doua Epoci | 2RK Partidul Reformei celei de a Doua Epoci | 2RK Partidul Reformei celei de a Doua Epoci | Centrism                                     | Gábor Vona                        | Nu a existat    | Nu a existat    | 0 / 199        |
|                 | MKKP Partidul Maghiar Câinele cu Două Cozi  | MKKP Partidul Maghiar Câinele cu Două Cozi  | MKKP Partidul Maghiar Câinele cu Două Cozi  | Satiră politică                              | Gergely Kovács Zsuzsanna Döme     | 3.27            | 0 / 199         | 0 / 199        |
|                 | Independenți                                | Independenți                                | Independenți                                | –                                            | –                                 | 0.53            | 0 / 199         | 5 / 199        |

## Sistem electoral
Cei 199 de membri ai Adunării Naționale vor fi aleși prin reprezentare majoritară mixtă, cu două metode; 106 vor fi aleși în circumscripții uninominale prin vot majoritar majoritar, în timp ce ceilalți 93 vor fi aleși dintr-o singură circumscripție națională, în mare parte prin reprezentare proporțională. Pragul electoral este stabilit la 5%, deși acesta este ridicat la 10% pentru coalițiile de două partide și la 15% pentru coalițiile de trei sau mai multe partide. Locurile sunt apoi alocate folosind metoda D'Hondt.
Din 2014, fiecare dintre minoritățile etnice armeană, bulgară, croată, germană, greacă, poloneză, romani, românească, rutenă, sârbă, slovacă, slovenă și ucraineană poate câștiga unul dintre cele 93 de locuri pe listele de partid dacă se înregistrează ca o listă specifică și ating o cotă redusă de {\displaystyle {\frac {1}{4\times 93}}={\frac {1}{372}}\approx 0.27\%} din totalul voturilor pe lista partidului. Fiecare minoritate poate trimite un purtător de cuvânt al minorității – fără drepturile unui deputat – la Adunarea Națională, dacă lista nu atinge această cotă redusă.

## Sondaje de opinie
